# Knut Fredrik Söderwall
Knut Fredrik Söderwall (født 1. januar 1842 i Halland, død 30. maj 1924 i Lund) var en svensk sprogforsker.
Söderwall blev 1858 student i Lund, Dr. phil. 1865, docent samme år, 1872 akademiadjunkt og 1886—1907 professor i de nordiske sprog ved Lunds Universitet, 1892 "en af de aderton i Svenska akademien". Blandt Söderwalls skrifter må nævnes Hufvudepokerna af svenska språkets utbildning (1870), en kortfattet, men for sin tid fortrinlig oversigt over den svenske sproghistorie, og Studier öfver Konungastyrelsen (1880). Dot er dog især som ordbogsforfatter, Söderwall har udmærket sig. I 1884 påbegyndtes hans store Ordbok öfver svenska medeltidsspråket, som afsluttedes 1918; et supplementsbind til ordbogen nåede Söderwall derimod ikke at få udgivet.
Efter at det svenske akademi 1883 havde besluttet at udgive en stor ordbog over det svenske sprogs ordforråd fra reformationstiden til seneste tid, blev det 1892 overdraget Söderwall at lede dette med en uhyre bekostning og en storartet stab af medarbejdere iværksatte arbejde. 1. hæfte af Ordbok öfver svenska språket utgifven af Svenska Akademien udkom 1893, og Söderwall ledede arbejdet til 1912; af værket udkom indtil 1926 8 bind (til ordet flugurit«). Ligesom Söderwalls middelaldersordbog er det ypperste hidtil udkomne ordbogsarbejde omhandlende et ældre nordisk sprog, således står det udkomne af Akademiordbogen på højde med (ja overgår endogså i visse henseender) de bedste af den nyere tids store historiske ordbøger over levende sprog.